# Руминација (психологија)
Руминација је облик персервативне спознаје која се фокусира на негативан садржај, генерално прошли и садашњи, и резултира емоционалним стресом. Према Веркуилу и сарадницима, руминација и брига су оба облика персеверативне спознаје. У прилог овој перспективи, Nolen-Hoeksema и Hughes ME,   указује на то да су размишљање и забринутост различити, али  преклапајући психолошки конструкти. При томе истичући разлике између руминације и бриге, Nolen-Hoeksema наводе...да руминација има тенденцију да се усидри око континуиране обраде негативног материјала, док забринутост тежи да буде усидрена око континуиране обраде неизвесности. Садржај размишљања има тенденцију да буде више фокусиран на прошлост и/или садашњост, док је брига више фокусирана на будућност. Садржај размишљања може се сажети у посебну тему губитка, док садржај бриге тежи да се кондензује у теме очекиване претње. Опет, док ове две конструкције имају карактеристике које се преклапају, оне такође имају различите карактеристике.
Иако је још увек у настајању, процена и лечење руминације у установама примарне здравствене заштите почиње да се све више развија,  као спона између  психијатријске и примарне здравствене установе.

## Опште информације
Почетне студије руминације појавиле су се у психолошкој литератури, посебно у вези са студијама које испитују специфичне аспекте руминације (нпр  позитивне наспрам негативне руминације, размишљање наспрам саморефлексије, односа са катастрофалним размишљањем, улогу нарушеног одвајања, стање наспрам особина карактеристике), као и присуство руминације код различитих психијатријских синдрома (нпр депресија, злоупотреба алкохола, генерализованих анксиозних поремећаја, социјалних анксиозних поремећаај, опсесивно компулзивни поремећај, посттрауматских стресних поремећај, булимије нервоза).
У соматској литератури се сада појављују и студије руминације, посебно у вези са болом. У овим студијама, изгледа да је руминација повезана са повећањем симптома као и са лошијим клиничким исходима.

### Односи између руминације и разних психијатријских поремећаја
Руминација је повезана са низом психијатријских синдрома и поремећаја. Према подацима из психолошке литературе, руминација је највише проучавана у вези са акутним стресорима  и депресивним синдромима.   Међутим, руминација је такође повезана са злоупотребом алкохола, као и са симптомима анксиозности, генерализованим анксиозним поремећајем, социјалним анксиозним поремећајем, опсесивно-компулзивним поремећајем, посттрауматским стресним поремећајем и булимијом нервозом.
То што се руминација појављује у низу различитих психијатријских синдрома навело је неке истраживаче да закључе да је руминативни процес трансдијагностички – односно да је...руминација психолошка карактеристика која пролази кроз низ различитих психијатријских феномена.
Према томе, руминација није патогномонична или јединствено повезана са било којим одређеним психијатријским синдромом или поремећајем.

### Односи између руминације и физичког здравља/болести
Улога руминације у соматском здрављу.
Истраживањима су утврђене бројне везе између руминације и нарушеног соматског здравља,   које су посредоване са најмање два општа фактора. 
Прво, руминација (когнитивно претерано фокусирање) може ненамерно да доведе до повећања уочених симптома (перцепције соматских симптома која је интензивирана). 
Друго, руминација може довести до истинског соматског стреса  кроз неколико физиолошких путева, посебно код млађих особа.
У прилог предложеном физиолошком путу  увржена је повезаност између руминације особина и стања, и одговора на кортизол.  Поред тога, Хоган и Линден 24 су известили да руминација испољава штетан утицај на крвни притисак у мировању и у покрету. 
Према наведеном руминација може имати различите негативне ефекте на уочено или стварно здравље, било кроз ненамерно повећање симптома и/или повезане ефекте биолошког стреса изазваног руминацијом.
Повезаност између руминације и уоченог оштећења општег соматског здравља.
Бројне студије су потврдиле повезаност између руминације и перцепције лошег физичког здравља. На пример, руминација је повезана са здравственом анксиозношћу код студената,   емоционалних болова у хроничној болести, 26 соматских тегоба код британске и холандске деце, и хипохондрије.
Rуминацију карактерише и често понављајућа регургитација недавно унесене хране,  повезана са невољном контракцијом абдоминалних мишића, коју прати  повећањем интрагастричног притиска и гурање  садржаја желуца у једњак и уста, а затим поново гутање хране.
Руминација и бол.
Највећи број клиничких студија у овој соматској области су оне које испитују односе између руминације и бола, а већина је проучавала популације бола помоћу скале катастрофалне бола (ПЦС).   Скала  има три основне компоненте — руминацију, беспомоћност и увећање — а у студијама је руминација често најприкладнија.

## Потенцијални третмани за руминацију
Лечење руминације у клиничким условима је у развоју а заснива се на следећим могућностима интервенције: 
- ометање алтернативним активностима као што су дружење или физичка активност,
- разне терапије свесности,
- когнитивна терапија,
- интерперсонална терапија.

Воткинс је развио облик когнитивне бихејвиоралне терапије под називом Когнитивно-бихејвиорална терапија фокусирана на руминацију (РФЦБТ).
Овај приступ терапији је прилично компликован, али се заснива на концепту да руминација може бити од помоћи или бескорисности. Идеја иза третмана је да се пацијент помери са бескорисне на корисну когнитивну обраду. Да би то урадио, терапеут анализира обим корисног и бескорисног руминације, идентификује повезана понашања са сваким обликом руминације, а затим укључује контра-руминативно понашање у третман, као што је ометање. Пацијенти се такође подучавају знацима упозорења бескорисног размишљања, као и акционим плановима за прекид. Ако се овај приступ третману прилагоди установама примарне здравствене заштите, било у мануелном облику или на ДВД-у, Когнитивно-бихејвиорална терапија фокусирана на руминацију би могла бити практичан приступ сузбијању руминације у таквим окружењима.

## Литетратура
- Pedersen WC, Denson TF, Goss RJ, Vasquez EA, Kelley NJ, Miller N (јун 2011). „The impact of rumination on aggressive thoughts, feelings, arousal, and behaviour”. The British Journal of Social Psychology. 50 (Pt 2): 281—301. PMID 21545459. S2CID 207265785. doi:10.1348/014466610X515696.
- Tsai W, Chang EC, Sanna LJ, Herringshaw AJ (септембар 2011). „An examination of happiness as a buffer of the rumination–adjustment link: Ethnic differences between European and Asian American students”. Asian American Journal of Psychology. 2 (3): 168—180. S2CID 43930297. doi:10.1037/a0025319.
- Baer RA, Sauer SE (април 2011). „Relationships between depressive rumination, anger rumination, and borderline personality features”. Personality Disorders. 2 (2): 142—150. PMID 22448733. S2CID 17006066. doi:10.1037/a0019478.
- Simonson J, Mezulis A, Davis K (новембар 2011). „Socialized to ruminate? Gender role mediates the sex difference in rumination for interpersonal events”. Journal of Social and Clinical Psychology. 30 (9): 937—959. S2CID 30249771. doi:10.1521/jscp.2011.30.9.937.
- Dickson KS, Ciesla JA, Reilly LC (септембар 2012). „Rumination, worry, cognitive avoidance, and behavioral avoidance: examination of temporal effects”. Behavior Therapy. 43 (3): 629—640. PMID 22697450. doi:10.1016/j.beth.2011.11.002.